# Surprise Moriri
Surprise Mohlomolleng Moriri (Matibidi, 20 de março de 1980) é um futebolista sul-africano que atua como Meia-atacante. Joga pela Seleção da África do Sul desde 2003.

## Carreira
Revelado pelo Wattville Watford Brothers, Moriri joga no Mamelodi Sundowns desde 2004. Antes, jogou pelo Silver Stars (atual Platinum Stars).

## Seleção
Integrou o elenco que disputa a Copa do Mundo FIFA de 2010. representou o elenco da Seleção Sul-Africana de Futebol no Campeonato Africano das Nações de 2008.